# جولین انکاگ بکیل
جولین انکاگ بکیل (انگلیسی: Julien Nkoghe Bekale؛ زادهٔ ۹ ژانویهٔ ۱۹۶۲) سیاست‌مدار اهل گابن است.
وی نخست‌وزیر سابق گابن است.